# Jean Sinoël
Jean Léonis Biès dit Jean Sinoël ou Sinoël, né le 13 août 1868 à Sainte-Terre (Gironde), et mort le 30 août 1949 dans le 13e arrondissement de Paris, est un acteur français.

## Biographie
(mars 2022).
Sinoël se fait tout d'abord connaître comme chanteur de café-concert dans le style « gambilleur » vers 1890 dans un registre de chansons monologuées. Il reste trois ans à l'affiche du concert parisien entre 1896 et 1899 puis devient le spécialiste des revues de l'époque. Colette, qui l'applaudit, soulignera dans La Jumelle noire (paru en cinq volumes entre 1934 et 1938) « sa rigueur et sa prestesse d'automate, son à-propos qui est celui des très bons clowns et des comédiens supérieurs à leur emploi ». Cette carrière de revuiste prendra fin en 1931 lorsqu'il adoptera définitivement le cinéma. Il est petit, énergique et use de toutes sortes de mimiques.
En 1905, la revue Paris qui Chante lui consacre une page de couverture. À partir de 1910, il lui est offert d'enregistrer quelques chansons, ses disques sont aujourd'hui peu courants et très peu réédités. Il grave chez Opéra (Après 40 ans de république), chez Corona (Y'a des apaches dans la maison), chez Radior (Je fais du crochet), chez Perfectaphone (Si qu'on saurait), on retrouve ces faces sous des couplages différents.
Après la « mort » du caf'-conc', il se reconvertit dans le cinéma, on le voit dans de nombreux films de 1932 à 1947, il joue très souvent des vieux sourds, gratte-papiers, centenaires. On le voit dans Drôle de drame ou dans Tartarin de Tarascon, ou encore dans François Ier dans le rôle de Jules, le fantôme sympathique. 
Il faut mettre à la meilleure place Amédée, le gentil voleur de pommes épousant la danseuse chinoise dans Ils étaient neuf célibataires de Sacha Guitry (1939). Les frères Prévert lui confient le rôle capital du grand-père Piuff dans Voyage-surprise (1947). 
La grande vieillesse arrivant, il se retire des écrans et meurt en 1949 à l'âge de 81 ans. 
Il fait partie intégrante du paysage français du cinéma des années 1930 à 1940, un grand second rôle très apprécié : il surgit, effaré, confus d'attirer l'attention et la captivant si bien que tout à coup l'on ne voit plus que lui.

## Discographie
- Disques Ultima (1909) :
  - Ça fume à la Bastoche
  - Si qu'on saurait
  - Moi j'fait du crochet
  - On ne peut pas tout avoir
  - Y a des apaches dans la maison,
  - Horrible
- Disques Perfectaphone (1913/1914) :
  - Le genre tata
  - Comme ça me plait
  - Il y a quelque chose qui mijote
  - Après 40 ans de république
  - Ça y est c'est la révolution
  - Je suis un petit cochon
  - Quand une femme a dormi là
  - Comme je les aime
  - La passion des coups

## Filmographie

### Période 1931/1935
- 1931 : La Petite de Montparnasse de Hanns Schwarz et Max de Vaucorbeil
- 1931 : Le Capitaine Craddock de Hanns Schwarz et Max de Vaucorbeil
- 1931 : Le congrès s'amuse de Erik Charell et Jean Boyer
- 1931 : Calais-Douvres de Anatole Litvak et Jean Boyer
- 1931 : Gagne ta vie d'André Berthomieu
- 1932 : Baby de Karel Lamač
- 1932 : La Chanson d'une nuit de Anatole Litvak
- 1932 : Embrassez-moi de Léon Mathot
- 1932 : Une faible femme de Max de Vaucorbeil
- 1932 : Une idée folle de Max de Vaucorbeil
- 1932 : Pour vivre heureux de Claudio della Torre
- 1933 : Trois Balles dans la peau de Roger Lion
- 1933 : Tout pour rien de René Pujol
- 1933 : Caprice de princesse de Karl Hartl et Henri-Georges Clouzot
- 1933 : Étienne de Jean Tarride
- 1933 : Faut réparer Sophie de Alexandre Ryder
- 1933 : La Femme idéale de André Berthomieu : Bonin
- 1933 : La Femme invisible de Georges Lacombe
- 1933 : La Mille et Deuxième Nuit d'Alexandre Volkoff
- 1933 :  L'Illustre Maurin  de André Hugon : Le curé
- 1933 : Bach millionnaire de Henry Wulschleger
- 1933 : Zulma en justice de Léopold Simons
- 1933 : Boubouroche de André Hugon - moyen métrage : le vieux monsieur
- 1934 : Chourinette d'André Hugon : Pêchelune
- 1934 : Turandot, princesse de Chine de Gerhard Lamprecht et Serge Veber
- 1934 : Le Dernier Milliardaire de René Clair
- 1934 : Aux portes de Paris de Charles Barrois et Jacques de Baroncelli
- 1934 : Tartarin de Tarascon de Raymond Bernard
- 1934 : On a trouvé une femme nue de Léo Joannon
- 1934 : Cessez le feu de Jacques de Baroncelli
- 1934 : Dernière Heure de Jean Bernard-Derosne
- 1934 : Famille nombreuse de André Hugon : le vieux forain
- 1934 : Jeanne de Georges Marret : M. Vieuville
- 1934 : Nuit de mai de Gustav Ucicky et Henri Chomette
- 1934 : L'École des resquilleurs de Germain Fried - court métrage -
- 1934 : Ces messieurs de la noce de Germain Fried - court métrage -
- 1934 : Piano à vendre de René Jayet - court métrage -
- 1935 : Le Gros Lot de Cornembuis de André Hugon - court métrage : le vieux monsieur
- 1935 : Haut comme trois pommes de Ladislas Vajda et Pierre Ramelot
- 1935 : Pluie d'or de Willy Rozier
- 1935 : La Fille de madame Angot de Jean Bernard-Derosne
- 1935 : Bout de chou de Henry Wulschleger
- 1935 : Lune de miel de Pierre-Jean Ducis
- 1935 : Un soir de bombe de Maurice Cammage
- 1935 : Les Beaux Jours de Marc Allégret : le jardinier
- 1935 : La Figurante de Charles-Félix Tavano - court métrage -
- 1935 : Le Nudiste des Champs-Elysées de Jacques Daroy - court métrage -
- 1935 : Soirée de gala de Victor de Fast - court métrage -
- 1935 : Les Souliers de Maurice Cloche - court métrage -
- 1935 : Zizi de Charles-Félix Tavano - court métrage -
- 1935 : Variétés, de Nicolas Farkas : Max

### Période 1936/1939
- 1936 : Coup de vent de Jean Dréville et Giovacchino Forzano
- 1936 : Arènes joyeuses de Karl Anton
- 1936 : Josette de Christian-Jaque
- 1936 : La Vie parisienne de Robert Siodmak
- 1936 : J'arrose mes galons de René Pujol
- 1936 : Les Amants terribles de Marc Allégret
- 1936 : L'Ange du foyer de Léon Mathot
- 1936 : Trois, six, neuf de Raymond Rouleau
- 1936 : Tout va très bien madame la marquise de Henry Wulschleger : un touriste
- 1936 : Les Deux Gamines de René Hervil et Maurice Champreux
- 1936 : L'Homme du jour de Julien Duvivier
- 1936 : L'Homme sans cœur de Léo Joannon
- 1936 : Gigolette d'Yvan Noé
- 1936 : Une poule sur un mur de Maurice Gleize - l'oncle Albert
- 1936 : Monsieur est saisi de René Sti - court métrage -
- 1936 : Frontière 6 kilomètres de Marcel Sablon - court métrage -
- 1936 : Mais n'te promène donc pas toute nue ! de Léo Joannon (court métrage)
- 1937 : Êtes-vous jalouse ? de Henri Chomette
- 1937 : L'Homme de nulle part de Pierre Chenal
- 1937 : La Fille de la Madelon de Georges Pallu et Jean Mugeli
- 1937 : Franco de port de Dimitri Kirsanoff : Monseigneur
- 1937 : Les Gangsters de l'exposition de Emile G. de Meyst
- 1937 : Rendez-vous Champs-Élysées de Jacques Houssin : le professeur Gereski
- 1937 : Un soir à Marseille de Maurice Cammage
- 1937 : Nuits de feu de Marcel L'Herbier
- 1937 : Donogoo de Reinhold Schünzel et Henri Chomette
- 1937 : Mon député et sa femme de Maurice Cammage
- 1937 : Boulot aviateur de Maurice de Canonge
- 1937 : Nostalgie de Victor Tourjansky
- 1937 : Le Gagnant de Yves Allégret - moyen métrage -
- 1937 : Aventure hawaïenne de Raymond Leboursier - court métrage -
- 1937 : Drôle de drame de Marcel Carné : le gardien de prison
- 1937 : François Ier de Christian-Jaque : Jules le fantôme
- 1938 : Hercule d'Alexander Esway et Carlo Rim : le père Lorgnette
- 1938 : La Maison du Maltais de Pierre Chenal : Antonin Robillard
- 1938 : Remontons les Champs-Élysées de Sacha Guitry : un ouvrier
- 1938 : Les Otages de Raymond Bernard : le Père Labiche
- 1938 : Gargousse de Henry Wulschleger
- 1938 : Les Rois de la flotte de René Pujol
- 1938 : Bossemans et Coppenolle de Gaston Schoukens
- 1939 : L'Or dans la montagne de Max Haufler : Ardévoz
- 1939 : Feux de joie de Jacques Houssin - Maud, la professeur de Français
- 1939 : Jeunes Filles en détresse de Georg Wilhelm Pabst : le concierge du théâtre
- 1939 : Une main a frappé de Gaston Roudès
- 1939 : Ma tante dictateur de René Pujol
- 1939 : Le Paradis des voleurs de Lucien-Charles Marsoudet
- 1939 : Tourbillon de Paris de Henri Diamant-Berger
- 1939 : Paix sur le Rhin de Jean Choux
- 1939 : Entente cordiale de Marcel L'Herbier
- 1939 : La Famille Duraton de Christian Stengel : le grand-père
- 1939 : Ils étaient neuf célibataires de Sacha Guitry : Amédée

### Période 1940/1950
- 1940 : La Comédie du bonheur de Marcel L'Herbier
- 1940 : Espoirs de Willy Rozier
- 1940 : Ceux du ciel de Yvan Noé
- 1940 : Le Roi des galéjeurs de Fernand Rivers
- 1940 : Remorques de Jean Grémillon : l'armateur
- 1940 : Untel père et fils de Julien Duvivier - sorti en 1945
- 1941 : L'Assassinat du Père Noël de Christian-Jaque
- 1941 : Caprices de Léo Joannon
- 1941 : Pension Jonas de Pierre Caron
- 1942 : L'Honorable Catherine de Marcel L'Herbier
- 1942 : Les Ailes blanches de Robert Péguy
- 1942 : Mademoiselle Béatrice de Max de Vaucorbeil
- 1942 : Fou d'amour de Paul Mesnier
- 1942 : La Grande Marnière de Jean de Marguenat
- 1942 : L'Inévitable Monsieur Dubois de Pierre Billon
- 1943 : Lucrèce de Léo Joannon
- 1943 : Défense passive de Jean Perdrix - court métrage -
- 1944 : Sortilèges de Christian-Jaque.
- 1945 : L'assassin n'est pas coupable de René Delacroix
- 1945 : La Vie de bohème de Marcel L'Herbier
- 1945 : Le Couple idéal de Bernard Roland
- 1945 : Le Roi des resquilleurs de Jean-Devaivre
- 1945 : Boule de Suif de Christian-Jaque
- 1946 : Monsieur Chasse de Willy Rozier
- 1946 : Tombé du ciel de Emil-Edwin Reinert
- 1946 : On ne meurt pas comme ça de Jean Boyer
- 1946 : Le Voleur se porte bien de Jean Loubignac
- 1946 : La Revanche de Roger la Honte de André Cayatte
- 1946 : Hercule au baptême de Louis Derosière et Jean Weiss
- 1946 : À la fête de Louis Derosière - court métrage -
- 1947 : Voyage Surprise de Pierre Prévert : le grand-père Piuff
- 1947 : Plume la poule, de Walter Kapps
- 1947 : La Dame d'onze heures de Jean-Devaivre
- 1947 : Quai des Orfèvres d'Henri-Georges Clouzot : le vieux journaliste
- 1947 : Si jeunesse savait de André Cerf : Gédéon
- 1947 : Une nuit à Tabarin de Karel Lamač
- 1947 : Une aventure de Polop de Walter Kapps - court métrage -
- 1947 : La Télévision, œil de demain de J.K. Raymond-Millet - court métrage -
- 1948 : Mort ou vif de Jean Tedesco
- 1948 : Impasse des Deux-Anges de Maurice Tourneur
- 1948 : Cartouche, roi de Paris de Guillaume Radot
- 1948 : Toute la famille était là de Jean de Marguenat
- 1948 : Un séducteur de Claude Barma - court métrage -
- 1949 : Fantômas contre Fantômas de Robert Vernay
- 1949 : Ronde de nuit de François Campaux
- 1950 : Amour et Compagnie de Gilles Grangier

## Théâtre
- 1920 : Fintje a de la voix de Frantz Fonson, Théâtre du Gymnase
- 1922 : Molière et son ombre de Jacques Richepin, mise en scène Cora Laparcerie, Théâtre de la Renaissance
- 1930 : Miss France de Georges Berr et Louis Verneuil, Théâtre Édouard VII